# Batman XXX: A Porn Parody
Batman XXX: A Porn Parody — американский порнографический фильм 2010 года режиссёра Акселя Брауна, пародирующий телевизионный сериал «Бэтмен», выходивший в эфир в 1960-х годах. В фильме используются персонажи, окружающая обстановка и другие элементы сериала, однако добавлена порнографическая составляющая, отсутствующая в оригинальном сериале. Фильм студии Vivid Entertainment стал первым в серии порно-пародий на фильмы и сериалы о супергероях. Положительные отзывы на фильм подвинули компанию Vivid на выпуск серии подобных фильмов под лейблом Vivid Superhero. Batman XXX: A Porn Parody стал также прообразом других подобных фильмов про Бэтмена от других студий, таких как BatFXXX и The Justice League of Pornstar Heroes. В 2012 году режиссёр фильма Аксель Браун снял продолжение под названием Dark Knight XXX: A Porn Parody.

## Сюжет
Девушка Брюса Уэйна, Лиза Карсон, похищена Загадочником. В попытке снискать его милость она занимается с ним сексом, но он всё равно доставляет её к Джокеру. Полиция обращается к Бэтмену и Робину с просьбой о помощи в поисках девушки. Расследование Бэтмена приводит его в логово злодеев — ночной клуб, однако, одна из помощниц Джокера, Молли, накачивает его наркотиками и похищает. После чего занимается с ним сексом.
Бэтгёрл узнает о случившемся и присоединяется к Робину, который ожидает возвращения Бэтмена из клуба. Оба отправляются в логово злодеев, где находят Джокера, занимающегося сексом с двумя своими помощницами. Возбуждённые зрелищем, Бэтгёрл и Робин занимаются сексом, из-за чего теряют бдительность, что позволяет приспешникам Женщины-кошки обнаружить и схватить их. Четверо пленных: Лиза, Бэтмен, Робин и Бэтгёрл предстают перед злодейским трио — Джокером, Загадочником и Женщиной-кошкой. Джокер предлагает убить их, но Женщина-кошка не желает убивать Бэтмена, к которому она испытывает чувства, и освобождает пленённых героев. Герои бьются со злодеями и одерживают победу. Благодарные Женщине-кошке и её роли в их победе, Бэтмен и Робин занимаются с ней сексом.
Однако, обнаружив, что ей всё равно предстоит предстать перед судом за свои преступления, Женщина-кошка убегает, активируя ловушки, которые лишают свободы Бэтмена и Робина, заканчивая фильм клиффхэнгером.

## В ролях
- Дэйл Дабоун — Бэтмен
- Джеймс Дин — Робин
- Лекси Белл — Бэтгёрл
- Тори Блэк — Женщина-кошка
- Эван Стоун — Загадочник
- Рэнди Спирс — Джокер
- Алексис Тексас — Молли
- Кимберли Кейн — Лиза Карсон
- Энди Сан Димас — подруга Джокера #1
- Сирен Секстон — подруга Джокера #2
- Леви Кэш — Бармен
- Стюарт Тэин — Альфред
- Джек Инглиш — Гордон, комиссар
- Дэвид Алан — О’Хара, начальник
- Алекс Найт — Головорез #1
- Хэйторн Рамон — Головорез #2
- Рон Джереми — в роли самого себя

## Выпуск на DVD и Blu-ray
Фильм Batman XXX: A Porn Parody был выпущен на DVD без региональных ограничений 21 мая 2010 года. DVD-версия фильма снята в анаморфном широкоэкранном формате с соотношением сторон 1.78:1, закодированная в MPEG-2, с пропускной способностью 5,5 Мбит / с. Аудиодорожка представлена в формате Dolby Digital 2.0, с пропускной способностью 256 кбит/с и 48 кГц. Кроме самого фильма версия DVD включает в себя несколько дополнений о том как снимался фильм, фотогалерею, кастинг и версию фильма без сексуальных сцен. DVD был номинирован на несколько наград, таких как «Лучшее дополнение к DVD» и «Лучшее меню DVD», выиграв награду за лучшее меню.
1 марта 2011 года фильм был выпущен на Blu-ray.
Сцены из фильма были включены в специальный DVD, распространявшийся вместе с первым выпуском журнала компании Magna Publishing Vivid SuperXXXHeroes. Журнал вышел в ноябре 2011 года и его тематикой стал бренд Vivid Superhero. На обложке издания была напечатана фотография Лекси Белл и Тори Блэк в образах Бэтгёрл и Женщины-кошки соответственно. Фотографии девушек также были напечатаны на двойном развороте в середине журнала.

## Награды и номинации
Фильм получил награду в номинации «Лучшая пародия» на семнадцатом ежегодном шоу NightMoves Adult Entertainment Awards, а также награду «Любимая пародия» на пятом ежегодном награждении F.A.M.E. Awards. Фильм был номинирован на 17 наград AVN Award в 2011 году и, в итоге, выиграл семь наград — больше, чем любой другой фильм в том году. Список наград и номинаций:
| Год  | Премия    | Номинация                                             | Номинант                           | Результат |
| ---- | --------- | ----------------------------------------------------- | ---------------------------------- | --------- |
| 2011 | AVN Award | Лучшая пародия — Комедия                              |                                    | Победа    |
| 2011 | AVN Award | Лучший актёр                                          | Дэйл Дабоун                        | Номинация |
| 2011 | AVN Award | Best Supporting Actor                                 | Джеймс Дин                         | Номинация |
| 2011 | AVN Award | Лучший актер второго плана                            | Эван Стоун                         | Победа    |
| 2011 | AVN Award | Лучшая актриса второго плана                          | Лекси Белл                         | Победа    |
| 2011 | AVN Award | Лучшая парная сцена                                   | Лекси Белл и Джеймс Дин            | Номинация |
| 2011 | AVN Award | Лучшая сцена триолизма (Ж/М/М)                        | Тори Блэк, Дэйл Дабоун, Джеймс Дин | Номинация |
| 2011 | AVN Award | Лучший режиссёр — полнометражный фильм                | Аксель Браун                       | Номинация |
| 2011 | AVN Award | Лучшая художественная постановка                      |                                    | Номинация |
| 2011 | AVN Award | Лучшая съёмка/видеография                             |                                    | Номинация |
| 2011 | AVN Award | Лучшее дополнение к DVD                               |                                    | Номинация |
| 2011 | AVN Award | Лучшее меню DVD                                       |                                    | Победа    |
| 2011 | AVN Award | Лучшее редактирование                                 |                                    | Номинация |
| 2011 | AVN Award | Лучший грим                                           |                                    | Номинация |
| 2011 | AVN Award | Лучший сценарий — Адаптация                           |                                    | Победа    |
| 2011 | AVN Award | Лидер года по прокату/продажам                        |                                    | Победа    |
| 2011 | AVN Award | Лучшая маркетинговая кампания — Индивидуальный проект |                                    | Победа    |

## Судебные иски
В октябре 2010 года Axel Braun Productions подало иск в окружной суд США в Западной Вирджинии против 7098 человек, которые нелегально скачали фильм через файлообменную сеть. Однако в декабре 2010 года судья Джон Бэйли оправдал всех, кроме одного обвиняемого, сославшись на неправильное соединение.